# Aprostocetus subplanus
Aprostocetus subplanus är en stekelart som beskrevs av Graham 1987. Aprostocetus subplanus ingår i släktet Aprostocetus och familjen finglanssteklar. Inga underarter finns listade i Catalogue of Life.